# Nestor Martin
Nestor Martin est une entreprise belge d'appareils de chauffage et d'électro-ménagers fondée en 1854. Elle porte le nom de son fondateur.

## Histoire

### Contexte
Nestor Martin nait à Saint-Hubert en 1825. Au sein de sa fratrie d'artisan fondeur et joaillers, il cerne assez tôt le potentiel de la révolution industrielle : le charbon vient suppléer le bois pour la production de chaleur à des fins industrielles ou domestiques, et le chemin de fer permet de déplacer à bon prix les matières premières, de sorte que les forges implantées entre mines et forêts peuvent être remplacées par de grandes fonderies, éventuellement implantées en ville (là où se trouvent main d'oeuvre et clients). 

### Développement
Il ouvre d'abord en 1854 une fonderie à Huy, suivie en 1868 de deux autres usines à Molenbeek-Saint-Jean en région bruxelloise et à Saint-Hubert, sa terre natale. Il franchit également la frontière en ouvrant une quatrième usine à Revin, en France, en 1882. 
Fervent partisan de la mécanisation et du paternalisme social, ses produits mènent une rude concurrence à la production encore artisanale de l'époque, et permettent aux foyers les plus modestes de s'équiper d'appareils performants et bon marché. Il veille par ailleurs à inclure une dimension esthétique dans ses produits, s'inspirant notamment de l'art nouveau.

### Succession et diversification
En 1891, Nestor Martin passe la barre à son fils Arthur. Si les sites de Saint-Hubert puis celui de Huy ferment après la crise de 1929, Nestor Martin rebondit et se développe, tant par une croissance à l'international (Allemagne, Amérique du Sud) que par une diversification (électro-ménager, dans une structure juridique séparée, sous le nom Arthur Martin, après la seconde guerre mondiale). 

### Démantèlement
En 1970, Nestor Martin reprends son concurrent bruxellois Surdiac. 
La filiale Arthur Martin est cédée à Electrolux en 1975. Le siège bruxellois de la marque (désormais Electrolux-Martin) se trouve à Berchem-Sainte-Agathe, 1 rue Nestor Martin.
L'activité de fonderie est reprise par les Fonderies du Lion en 1990.